# Physocyclus tanneri
Physocyclus tanneri är en spindelart som beskrevs av Chamberlin 1921. Physocyclus tanneri ingår i släktet Physocyclus och familjen dallerspindlar. Inga underarter finns listade i Catalogue of Life.